# Carole Ann Ford

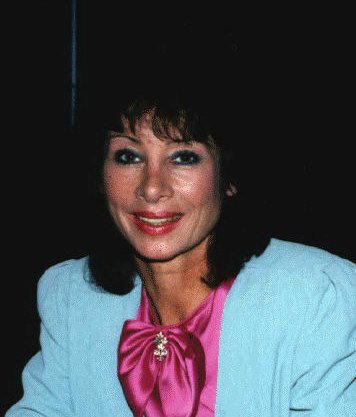
Carole Ann Ford 1986

Carole Ann Ford (* 16. Juni 1940) ist eine britische Schauspielerin.

## Leben
Ford bekam ihre erste Filmrolle 1948 im Film The Last Load. 1963 spielte sie mit der ersten Begleiterin des Doctors in Doctor Who ihre bisher bekannteste Rolle. Sie war insgesamt 52 Folgen als Susan Foreman zu sehen. Später erklärte sie, dass Doctor Who für sie zunächst ein ganz normaler Schauspieljob war. Jedoch habe sie schnell erkannt, wie erfolgreich die Serie war. In den 1960er Jahren habe es nichts Derartiges im Fernsehen gegeben.
Nach Doctor Who sei es sehr schwer für sie gewesen, andere Theater-, Film und Fernsehrollen zu bekommen. In einem späteren Interview erklärte sie, dass Doctor Who ihre Schauspielkarriere zerstört habe, da sie nur auf die Rolle der Susan Foremann reduziert worden sei. 1964 verließ sie Doctor Who und trat zunächst in einigen Theaterstücken auf. Als sie 1977 erkrankte, gab sie die Schauspielerei auf. Seit dieser Zeit gibt sie Stimm- und Präsentations-Workshops und coacht Politiker, Geschäftsleute und Schauspieler.

## Filmografie (Auswahl)
- 1948: The Last Load
- 1959: Das schwarze Museum (Horrors of the Black Museum)
- 1962: Task Force Police (Fernsehserie, 1 Folge)
- 1962: Der Henker kann warten (Mix me a Person)
- 1963: Suspense (Fernsehserie, 1 Folge)
- 1963: The Punch and Judy Man
- 1963: Blumen des Schreckens (The Day of the Triffids)
- 1963–1983, 2025: Doctor Who (Fernsehserie, 53 Episoden)
- 1965: Public Eye (Fernsehserie, 1 Folge)
- 1966: The Great St. Trinian’s Train Robbery
- 1967: ...und Scotland Yard schweigt (The Man Outside)
- 1993: Doctor Who: Dimensions in Time (Kurzfilm)
- 2013: Ein Abenteuer in Raum und Zeit (An Adventure of Space and Time, Fernsehfilm)
- 2014: The Five(ish) Doctors Reboot (Fernsehfilm)